# Biegi narciarskie na Mistrzostwach Świata w Narciarstwie Klasycznym 1929
Biegi narciarskie na Mistrzostwach Świata w Narciarstwie Klasycznym 1929 – zawody w biegach narciarskich, rozegrane w ramach IV Mistrzostw Świata w Narciarstwie Klasycznym, przeprowadzone w dniach 5–8 lutego 1929 w Zakopanem.
Przeprowadzono dwie konkurencje w ramach mistrzostw świata – biegi mężczyzn na 18 i 50 km oraz konkurencje pokazowe – bieg zjazdowy, bieg kobiet na dystansie 7 km oraz wojskowy bieg patrolowy mężczyzn.
Złote i srebrne medale w konkurencjach biegowych zdobyli reprezentanci Finlandii – Veli Saarinen i Anselm Knuuttila, a medale brązowe zawodnicy ze Szwecji – Olle Hansson i Hjalmar Bergström.
W konkurencjach pokazowych triumfowali: Bronisław Czech w biegu zjazdowym, Bronisława Staszel-Polankowa w biegu kobiet oraz reprezentacja Finlandii (Keuraja, Kurhumen, Hujanen, Heikinen) w wojskowym biegu patrolowym.

## Terminarz
| Data          | Miejscowość | Konkurencja                                           | Złoto            | Srebro           | Brąz              |
| ------------- | ----------- | ----------------------------------------------------- | ---------------- | ---------------- | ----------------- |
| 5 lutego 1929 | Zakopane    | Bieg indywidualny mężczyzn na 50 km stylem klasycznym | Anselm Knuuttila | Veli Saarinen    | Olle Hansson      |
| 8 lutego 1929 | Zakopane    | Bieg indywidualny mężczyzn na 18 km stylem klasycznym | Veli Saarinen    | Anselm Knuuttila | Hjalmar Bergström |

## Wyniki zawodów

### Bieg na 50 km mężczyzn (05.02.1929)
Do biegu zgłoszonych zostało 49 zawodników z jedenastu państw. Ostatecznie wystartowało 31 zawodników, spośród których 28 dobiegło do mety. Wśród tych, którzy wystartowali, ale nie ukończyli biegu, byli m.in. Peder Belgum, który złamał nartę w okolicach 20. kilometra oraz Jan Skupień, który doznał krwotoku z nosa. Z kolei Niemcy spóźnili się na zawody i całą czwórką nie wystartowali.
Zwycięzcą został Anselm Knuuttila, drugi do mety dobiegł Veli Saarinen, a trzeci Olle Hansson.
| Miejsce | Zawodnik               | Państwo                 | Czas    |
| ------- | ---------------------- | ----------------------- | ------- |
| 1.      | Anselm Knuuttila       | Finlandia               | 3:50:01 |
| 2.      | Veli Saarinen          | Finlandia               | 3:53:23 |
| 3.      | Olle Hansson           | Szwecja                 | 3:53:30 |
| 4.      | Väinö Liikkanen        | Finlandia               | 3:56:15 |
| 5.      | Gustaf Jonsson         | Szwecja                 | 3:58:07 |
| 6.      | Hjalmar Bergström      | Szwecja                 | 3:59:05 |
| 7.      | Leif Skagnæs           | Norwegia                | 4:02:43 |
| 8.      | František Donth        | Czechosłowacja (HDW)    | 4:04:39 |
| 9.      | Ole Stenen             | Norwegia                | 4:11:51 |
| 10.     | Josef Německý          | Czechosłowacja (SL RČS) | 4:19:03 |
| 11.     | Walter Bussmann        | Szwajcaria              | 4:20:29 |
| 12.     | František Fišera       | Czechosłowacja (SL RČS) | 4:20:33 |
| 13.     | Zdzisław Motyka        | Polska                  | 4:25:10 |
| 14.     | Andrzej Krzeptowski II | Polska                  | 4:25:40 |
| 15.     | Bohuslav Slonek        | Czechosłowacja (SL RČS) | 4:27:54 |
| 16.     | Władysław Czech        | Polska                  | 4:28:45 |
| 17.     | Hagbart Haakonsen      | Norwegia                | 4:31:09 |
| 18.     | Eugeniusz Król         | Polska                  | 4:45:10 |
| 19.     | Josef Kulka            | Czechosłowacja (SL RČS) | 4:45:19 |
| 19.     | Josef Kudecka          | Czechosłowacja (SL RČS) | 4:45:19 |
| 20.     | Szczepan Witkowski     | Polska                  | 4:50:07 |
| 21.     | Stanisław Michalski    | Polska                  | 4:50:10 |
| 22.     | Otto Hauser            | Czechosłowacja (HDW)    | 4:50:25 |
| 23.     | Jules Csekey           | Węgry                   | 4:50:33 |
| 24.     | Władysław Gąsienica    | Polska                  | 4:50:47 |
| 25.     | Leoš Stehlik           | Czechosłowacja (SL RČS) | 4:50:57 |
| 26.     | Julian Motyka          | Polska                  | 4:54:45 |
| 27.     | Tomaž Godec            | Jugosławia              | 4:56:20 |
| –       | Peder Belgum           | Norwegia                | DNF     |
| –       | Franz Bujak            | Czechosłowacja (HDW)    | DNF     |
| –       | Kārlis Bukass          | Łotwa                   | DNF     |
| –       | Jan Skupień            | Polska                  | DNF     |
| –       | Hans Bauer             | Niemcy                  | DNS     |
| –       | Joško Janša            | Jugosławia              | DNS     |
| –       | Janko Janša            | Jugosławia              | DNS     |
| –       | Stanko Kmet            | Jugosławia              | DNS     |
| –       | Fritz Pellkofer        | Niemcy                  | DNS     |
| –       | Helmut Schuster        | Niemcy                  | DNS     |
| –       | Otto Wahl              | Niemcy                  | DNS     |
| –       | Hermann Zojer          | Rumunia                 | DNS     |

### Bieg na 18 km mężczyzn (08.02.1929)
Do startu w biegu na 18 kilometrów zgłoszonych zostało 110 zawodników z jedenastu państw. Wśród ostatecznie startujących 99 zawodników znalazło się 43 dwuboistów klasycznych, którzy nie byli klasyfikowani w biegach narciarskich, lecz w kombinacji norweskiej.
Bieg ukończyło 40 zawodników. Kolejność na dwóch pierwszych miejscach była odwotna niż w biegu na 50 kilometrów – tym razem zwyciężył Veli Saarinen, a drugie miejsce zajął Anselm Knuuttila. Na trzecim miejscu sklasyfikowany został Hjalmar Bergström.
| Miejsce | Zawodnik               | Państwo                 | Czas    |
| ------- | ---------------------- | ----------------------- | ------- |
| 1.      | Veli Saarinen          | Finlandia               | 1:20:03 |
| 2.      | Anselm Knuuttila       | Finlandia               | 1:20:40 |
| 3.      | Hjalmar Bergström      | Szwecja                 | 1:21:28 |
| 4.      | Olle Hansson           | Szwecja                 | 1:23:03 |
| 5.      | Hagbart Haakonsen      | Norwegia                | 1:23:36 |
| 6.      | Gustaf Jonsson         | Szwecja                 | 1:23:36 |
| 7.      | Väinö Liikkanen        | Finlandia               | 1:23:43 |
| 8.      | Ernst Krebs            | Niemcy                  | 1:25:13 |
| 9.      | František Donth        | Czechosłowacja (HDW)    | 1:25:42 |
| 10.     | Walter Bussmann        | Szwajcaria              | 1:26:11 |
| 11.     | František Fišera       | Czechosłowacja (SL RČS) | 1:28:10 |
| 12.     | Josef Feistauer        | Czechosłowacja (SL RČS) | 1:30:34 |
| 13.     | Zdzisław Motyka        | Polska                  | 1:30:37 |
| 14.     | Josef Německý          | Czechosłowacja (SL RČS) | 1:31:28 |
| 15.     | Bohuslav Slonek        | Czechosłowacja (SL RČS) | 1:32:07 |
| 16.     | Joško Janša            | Jugosławia              | 1:32:17 |
| 17.     | Vilém Kožnárek         | Czechosłowacja (SL RČS) | 1:33:48 |
| 18.     | Leoš Stehlik           | Czechosłowacja (SL RČS) | 1:34:18 |
| 19.     | Andrzej Krzeptowski II | Polska                  | 1:34:43 |
| 20.     | Helmut Schuster        | Niemcy                  | 1:34:38 |
| 21.     | Otto Wahl              | Niemcy                  | 1:35:04 |
| 22.     | Stanisław Michalski    | Polska                  | 1:35:40 |
| 23.     | Julian Motyka          | Polska                  | 1:35:51 |
| 24.     | Jan Skupień            | Polska                  | 1:36:36 |
| 25.     | Eugeniusz Król         | Polska                  | 1:37:29 |
| 26.     | Tomaž Godec            | Jugosławia              | 1:37:31 |
| 27.     | Josef Kulka            | Czechosłowacja (SL RČS) | 1:37:40 |
| 28.     | Władysław Suleja       | Polska                  | 1:39:04 |
| 29.     | Janko Janša            | Jugosławia              | 1:39:12 |
| 30.     | Hermann Zojer          | Rumunia                 | 1:41:58 |
| 31.     | Stanisław Teisseyre    | Polska                  | 1:42:22 |
| 32.     | Kazimierz Schiele      | Polska                  | 1:42:27 |
| 33.     | Kārlis Bukass          | Łotwa                   | 1:44:20 |
| 34.     | Franz Machatschek      | Czechosłowacja (HDW)    | 1:45:04 |
| 35.     | Stanko Kmet            | Jugosławia              | 1:47:08 |
| 36.     | Fritz Mikler           | Polska                  | 1:48:15 |
| 37.     | Stanisław Nowak        | Polska                  | 1:50:45 |
| 38.     | Jules Csekey           | Węgry                   | 1:51:02 |
| 39.     | Adam Rajski            | Polska                  | 1:56:03 |
| 40.     | Nicolae Purcărea       | Rumunia                 | 1:57:24 |

## Konkurencje pokazowe

### Bieg zjazdowy mężczyzn (06.02.1929)
Pierwszą z konkurencji pokazowych na mistrzostwach w Zakopanem był bieg zjazdowy, składający się z dwóch serii. Zjazd jest konkurencją alpejską, jednak nie rozgrywano wówczas zawodów mistrzowskich w narciarstwie alpejskim, a zawody w Zakopanem były pierwowzorem późniejszych alpejskich mistrzostw świata.
W zawodach wzięło udział 23 zawodników z pięciu państw. Najlepszy rezultat uzyskał Bronisław Czech, który o 4 sekundy pokonał Brytyjczyka Williama Brackena.
W konkursie gościnnie wystąpiły także dwie brytyjskie zawodniczki – Doreen Elliott uzyskała czas 10:16 (5:47 + 4:29), a Durell Sale-Barkner – czas 10:26 (5:34 + 4:52).
| Miejsce | Zawodnik              | Państwo                 | I seria | II seria | Czas łączny |
| ------- | --------------------- | ----------------------- | ------- | -------- | ----------- |
| 1.      | Bronisław Czech       | Polska                  | 3:41    | 3:11     | 6:52        |
| 2.      | William Bracken       | Wielka Brytania         | 3:59    | 2:56     | 6:56        |
| 3.      | Stefan Lauener        | Szwajcaria              | 4:28    | 3:53     | 8:21        |
| 4.      | Fritz Kaufmann        | Szwajcaria              | 4:16    | 4:09     | 8:24        |
| 5.      | Bruno Trojani         | Szwajcaria              | 4:34    | 3:52     | 8:26        |
| 6.      | Guy Nixon             | Wielka Brytania         | 4:37    | 3:53     | 8:20        |
| 7.      | Andrzej Krzeptowski I | Polska                  | 4:36    | 4:07     | 8:43        |
| 8.      | James Riddel          | Wielka Brytania         | 4:57    | 3:37     | 8:54        |
| 9.      | Władysław Czech       | Polska                  | 4:53    | 4:12     | 9:05        |
| 10.     | Pelham Maitland       | Wielka Brytania         | 4:57    | 4:16     | 9:13        |
| 11.     | Gérard Vuilleumier    | Szwajcaria              | 4:37    | 4:45     | 9:22        |
| 12.     | E.W.A. Richardson     | Wielka Brytania         | 5:13    | 4:35     | 9:48        |
| 13.     | Christ Pitman         | Wielka Brytania         | 5:52    | 4:46     | 10:38       |
| 14.     | Władysław Suleja      | Polska                  | 6:15    | 4:33     | 10:48       |
| 15.     | Toma Calista          | Rumunia                 | 6:39    | 4:38     | 11:17       |
| 16.     | Kamil Brabec          | Czechosłowacja (SL RČS) | 6:13    | 5:29     | 11:42       |
| 17.     | Janusz Walczak        | Polska                  | 7:24    | 6:37     | 14:01       |
| 18.     | Friedrich Lexen       | Rumunia                 | 6:01    | 8:55     | 14:56       |
| 19.     | Edgar Hauner          | Czechosłowacja (SL RČS) | 8:04    | 7:06     | 15:10       |
| 20.     | Franciszek Bujak      | Polska                  | 6:45    | 8:36     | 15:21       |
| 21.     | Jan Zienkowicz        | Polska                  | 8:35    | 6:51     | 15:26       |
| 22.     | Harold Mitchell       | Wielka Brytania         | 5:28    | 10:36    | 16:04       |
| 23.     | Kazimierz Schiele     | Polska                  | 8:47    | 7:44     | 16:31       |

### Bieg na 7 km kobiet (07.02.1929)
Drugą z konkurencji pokazowych na mistrzostwach w Zakopanem był bieg kobiet na 7 kilometrów. Do biegu zgłosiły się 23 zawodniczki, w tym siedem biegaczek zagranicznych. Do mety dobiegły 22 z nich.
Zwyciężczynią została Bronisława Staszel-Polankowa, drugie miejsce zajęła Bela Friedländerová-Havlová, a trzecia była Elżbieta Ziętkiewicz.
| Miejsce | Zawodniczka                  | Państwo                 | Czas  |
| ------- | ---------------------------- | ----------------------- | ----- |
| 1.      | Bronisława Staszel-Polankowa | Polska                  | 31:34 |
| 2.      | Bela Friedländerová-Havlová  | Czechosłowacja (SL RČS) | 34:29 |
| 3.      | Elżbieta Ziętkiewicz         | Polska                  | 35:20 |
| 4.      | Zofia Stópkówna              | Polska                  | 36:30 |
| 5.      | Zofia Lorenzówna             | Polska                  | 36:52 |
| 6.      | Janina Sawczak Fischerowa    | Polska                  | 37:09 |
| 7.      | Wanda Dubieńska              | Polska                  | 38:43 |
| 8.      | Zofia Giewontówna            | Polska                  | 39:09 |
| 9.      | Hede Miemitz                 | Czechosłowacja (HDW)    | 39:35 |
| 10.     | Władysława Szostakówna       | Polska                  | 39:51 |
| 11.     | Antonina Rojówna             | Polska                  | 40:08 |
| 12.     | Halina Bogucka               | Polska                  | 40:47 |
| 13.     | Marie Richtrová              | Czechosłowacja (SL RČS) | 41:21 |
| 14.     | Irena Gwizdała               | Polska                  | 41:23 |
| 15.     | Olga Kozáková                | Czechosłowacja (SL RČS) | 42:06 |
| 16.     | Inge Renner                  | Czechosłowacja (HDW)    | 42:26 |
| 17.     | Lida Skotnicówna             | Polska                  | 43:00 |
| 18.     | Saba Oberländorówna          | Polska                  | 43:28 |
| 19.     | Hanna Landówna               | Polska                  | 43:48 |
| 20.     | Josy De Latour               | Szwajcaria              | 44:02 |
| 21.     | Maria Małochlebówna          | Polska                  | 53:47 |

### Wojskowy bieg patrolowy mężczyzn (09.02.1929)
Trzecią z konkurencji pokazowych był wojskowy bieg patrolowy mężczyzn, będący pierwowzorem biathlonu. W zawodach wzięło udział sześć czteroosobowych zespołów, w skład których weszli wojskowi z poszczególnych państw. Zwycięstwo odnieśli Finowie, na drugim miejscu sklasyfikowani zostali Polacy, a na trzecim Rumuni.
| Miejsce | Państwo        | Zawodnicy                                | Czasy na punktach kontrolnych | Czasy na punktach kontrolnych | Czasy na punktach kontrolnych | Czasy na punktach kontrolnych | Czasy na punktach kontrolnych | Czas łączny | Nota za bieg | Nota za strzelanie | Nota łączna |
| Miejsce | Państwo        | Zawodnicy                                | I                             | II                            | III                           | IV                            | V                             | Czas łączny | Nota za bieg | Nota za strzelanie | Nota łączna |
| ------- | -------------- | ---------------------------------------- | ----------------------------- | ----------------------------- | ----------------------------- | ----------------------------- | ----------------------------- | ----------- | ------------ | ------------------ | ----------- |
| 1.      | Finlandia      | Keuraja, Kurhumen, Hujanen, Heikinen     | 39:13                         | 43:57                         | 13:45                         | 44:20                         | 22:28                         | 3:11:44     | 20,000       | 20,000             | 20,000      |
| 2.      | Polska         | Kasprzyk, Pawliszkiewicz, Kuraś, Skupień | 36:32                         | 40:23                         | 14:10                         | 46:20                         | 26:45                         | 3:16:13     | 18,300       | 13,712             | 16,006      |
| 3.      | Rumunia        | Rucareanu, Dan, Flintoaca, Christian     | 36:32                         | 38:48                         | 13:50                         | 47:14                         | 27:19                         | 3:19:18     | 17,000       | 14,200             | 15,600      |
| 4.      | Czechosłowacja | Německý, Baston, Ackerman, Möchwald      | 39:39                         | 37:01                         | 14:17                         | 45:28                         | 23:55                         | 3:12:24     | 19,800       | 1,437              | 10,618      |
| 5.      | Jugosławia     | Predajenic, Klarora, Zupan, Jenke        | 38:53                         | 40:37                         | 17:29                         | 53:22                         | 27:21                         | 3:34:22     | 11,000       | 9,625              | 10,312      |
| 6.      | Francja        | Thiersant, Prat, Charland, Aucey         | 46:21                         | 48:19                         | 15:15                         | 54:31                         | 31:04                         | 3:52:50     | 3,600        | 8,062              | 5,831       |

## Klasyfikacja medalowa dla konkurencji biegowych MŚ
W poniższej tabeli przedstawiono klasyfikację medalową dla konkurencji biegowych podczas mistrzostw w Zakopanem. Pod uwagę wzięto tylko oficjalne konkurencje (bez konkurencji pokazowych).
| Miejsce | Państwo   | Złoto | Srebro | Brąz | Razem |
| ------- | --------- | ----- | ------ | ---- | ----- |
| 1.      | Finlandia | 2     | 2      | –    | 4     |
| 2.      | Szwecja   | –     | –      | 2    | 2     |